# Euodynerus castigatus
Euodynerus castigatus (лат.) — вид одиночных ос из семейства Vespidae.

## Распространение
Встречаются в Северной Америке: Канада, США, Мексика.

## Описание
Длина переднего крыла самок 9,0—11,0 мм, а у самцов — 8,0—9,0 мм. Окраска тела в основном чёрная с жёлтыми отметинами. Предположительно гнездятся в земле (в Онтарио замечены в районе песчаных почв).